# Administration civile israélienne
L'administration civile israélienne, en hébreu : המנהל האזרחי (ha-Minhal ha-ʿEzraḥi), est l'organe gouvernemental israélien qui opère en Cisjordanie occupée, appelée en Israël district de Judée et Samarie. Il est créé par le gouvernement israélien en 1981, afin de remplir des fonctions bureaucratiques pratiques dans les territoires occupés par Israël depuis 1967. Bien que formellement séparée, elle est subordonnée à l'armée israélienne, et à une entité plus large connue sous le nom de Coordinateur des activités gouvernementales dans les territoires, qui est une unité du ministère de la Défense d'Israël. Parmi ses fonctions figure la coordination avec l'Autorité nationale palestinienne. Après 2002, la distinction établie dans les accords d'Oslo limitant les opérations militaires israéliennes dans la zone A est supprimée de facto.